# 岡本夏木
岡本 夏木（おかもと なつき、1926年 - 2009年）は、日本の心理学者。学位は、文学博士（京都大学・論文博士・1972年）（学位論文「発達的観点からみた弁別学習の転移に関する研究」）。京都教育大学教授・京都女子大学教授を歴任。

## 略歴
1952年京都大学文学部哲学科卒。
1972年「発達的観点からみた弁別学習の転移に関する研究」で京都大学より文学博士の学位を取得。京都学芸大学助教授、京都教育大学教授、1990年定年退官、京都女子大学教授。2000年退職。発達心理学、言語心理学が専門。

## 著書
- 『子どもとことば』1982年1月（岩波新書）
- 『子どもと教育を考える 1 小学生になる前後 5～7歳児を育てる』岩波書店 1983年9月
- 『ことばと発達』1985年1月（岩波新書）
- 『児童心理』岩波書店 1991年11月
- 『幼児期 子どもは世界をどうつかむか』 2005年5月（岩波新書）

## 共編著
- 『教育心理学』永沢幸七、林保共編 刀江書院 1958
- 『精薄児指導の研究』来栖淳郎、山内郁共著 福村出版 1968
- 『心理学 5 発達』三宅和夫共編 1976年12月（有斐閣双書）
- 『育つことのうちそと 児童から青年への発達』野村庄吾共編 ミネルヴァ書房 1979年4月（TP叢書）
- 『認識とことばの発達心理学』ミネルヴァ書房 1988年11月
- 『新・児童心理学講座 第17巻 子ども理解の視点と方法』金子書房 1993年2月
- 『幼児教育を学ぶ人のために』河嶋喜矩子共編 世界思想社 1994年8月
- 『発達心理学入門』浜田寿美男共著 岩波書店 1995年4月（子どもと教育）
- 『ことばと認知の発達』中島誠、村井潤一共著 東京大学出版会 1999年7月（シリーズ人間の発達）
- 『意味の形成と発達 生涯発達心理学序説』山上雅子共編 ミネルヴァ書房 2000年10月
- 『年齢の心理学 0歳から6歳まで』麻生武共編 ミネルヴァ書房 2000年7月

## 翻訳
- 『認識能力の成長 認識研究センターの協同研究』J.S.ブルーナー 明治図書出版 1968-69
- 『乳児の世界 認識の発生・その科学』T.G.R.バウアー ミネルヴァ書房 1979年5月
- 『乳児期 可能性を生きる』T.G.R.バウアー ミネルヴァ書房 1980年11月
- 『意味の復権 フォークサイコロジーに向けて』J.ブルーナー 仲渡一美,吉村啓子共訳 ミネルヴァ書房 1999年9月
- 『教育という文化』J.S.ブルーナー 池上貴美子,岡村佳子共訳 岩波書店 2004年2月
- 『ストーリーの心理学 法・文学・生をむすぶ』J.ブルーナー 吉村啓子、添田久美子共訳 ミネルヴァ書房 2007年4月

## 論文
- "Transposition with multi-dimentional stimuli in young children", Japanese Psychological Research, No. 5, 1958
- 「概念形成に於ける Flexibility について」『京都学芸大学報』第5号 1958
- "Verbalization process in infancy (1): Transpositive use of sounds in development of symbolic activity", Psychologia, Vol. 5, 1962
- 「言語機能の成立過程（その2）-会話行動の成立」『京都学芸大学紀要A』第27号 1965
- 「論理的思考の測定」滝沢武久編『講座現代思考心理学 4. 科学的思考』明治図書出版 1967
- 「言語機能の成立過程」『児童心理学講座 3. 言語機能の発達』金子書房 1969
- 「能力評価の構造」『京都教育大学教育研究所所報』第16号 1970
- 「思考構造テストの縦断的分析」『教育心理学年報』1970
- 「発達的観点からみた弁別学習の転移について-特に我が国の研究を中心にして」『心理学評論』第13巻 1号 1970
- 「認知発達」藤永保編『児童心理学』有斐閣 1973
- 「思考構造の発達連関」園原太郎編『認知の発達』培風館 1980
- 「知能の発達-その初期の様相を中心にして」『知能と創造性（講座現代の心理学 4）』小学館 1981
- 「発達のメタ理論」三宅和夫ほか編『波多野・依田 児童心理学ハンドブック』金子書房 1983
- 「認知発達における『記号性』と『対人性』の問題-心理学的分極状況の中で」『京都女子大学大学院文学研究科教育学専攻課程完成記念論文集』2000
- 「発達研究の現在-内在的批判と研究空間」日本児童研究所編『児童心理学の進歩 2001年版』金子書房 2001